# Leon Mrzygłocki

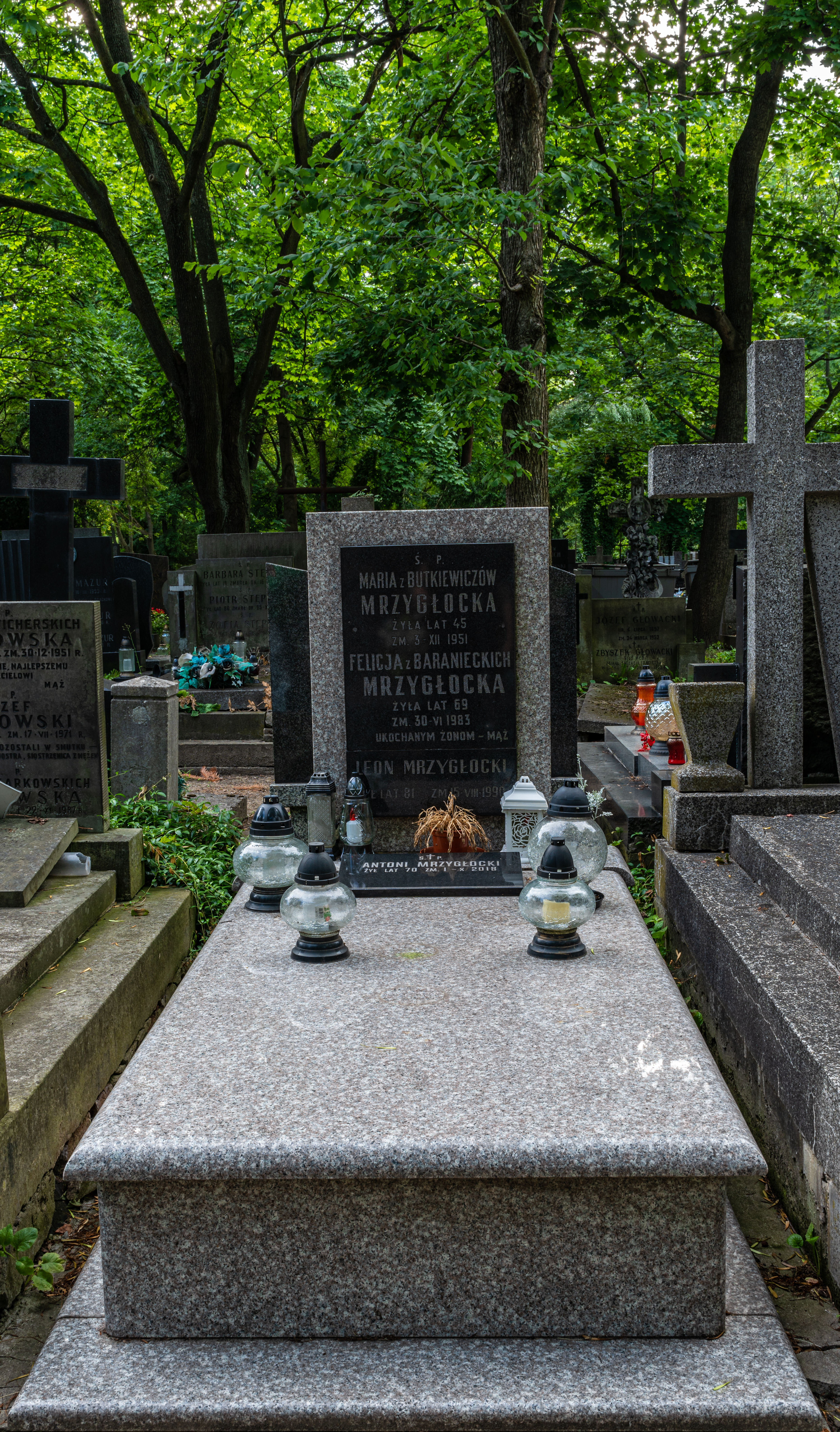
Grób Leona Mrzygłockiego na cmentarzu Powązkowskim

Leon Mrzygłocki ps. „Niwa” (ur. 13 czerwca 1909 w Kozłowie, zm. 15 sierpnia 1990 w Warszawie) – polski adwokat, działacz narodowy i niepodległościowy.

## Życiorys
Urodził się 13 czerwca 1909 w Kozłowie. 1 czerwca 1931 zdał egzamin dojrzałości w II Państwowym Gimnazjum im. Juliusza Słowackiego w Tarnopolu. Ukończył studia na Wydziale Prawa Uniwersytetu Jana Kazimierza we Lwowie. Był członkiem polskiej korporacji akademickiej „Orlęta Kresowe”, kierował organizacją Caritas na UJK, był działaczem Stronnictwa Narodowego i Towarzystwa Szkoły Ludowej.
Podczas II wojny światowej w trakcie okupacji niemieckiej pod pseudonimem „Niwa” działał w Okręgowej Delegaturze Rządu Lwów, po wprowadzeniu stanowisk zastępcy delegata od 13 lutego 1944 objął tę funkcję na Tarnopol, później po wyjeździe Juliana Czyżewskiego w drugiej połowie 1945 pełnił funkcję Okręgowego Delegata Rządu we Lwowie do października 1945.
Jako były mecenas pod koniec życia działał w tzw. Środowisku Zagórnej przy parafii Matki Bożej Częstochowskiej Patronki Armii Krajowej w Warszawie, w jego domu przy ul. Lwowskiej funkcjonowała pierwsza siedziba redakcji pisma „Słowo Narodowe”, zaś od 1985 do 1990 kierował przenoszeniem na teren polskich seminariów duchownych wydań literatury narodowej, a także koordynował kolportaż wydawanego przez Krzysztofa Kawęckiego od 1989 do 1990 pisma „Polska Narodowa”.
26 lutego 1986 został odznaczony przez prezydenta RP na uchodźstwie Edwarda Raczyńskiego Krzyżem Kawalerskim Orderu Odrodzenia Polski za służbę w sprawie polskiej na stanowisku delegata Rządu R. P. w Kraju w okresie Polski Podziemnej.
Zamieszkiwał w Warszawie przy ul. Lwowskiej 2a (to mieszkanie miało status "endeckiego salonu"). Zmarł 15 sierpnia 1990 w Warszawie. Został pochowany w grobowcu na cmentarzu Powązkowskim w Warszawie, gdzie wcześniej spoczęły jego żony: Maria z domu Butkiewicz (zm. 1951 w wieku 45 lat) i Felicja z domu Baraniecka (zm. 1983 w wieku 69 lat) (kwatera 110-1-22).
Biogram Leona Mrzygłockiego ukazał się w publikacji pt. I o nich musimy pamiętać. Polityczni działacze narodowi, autorstwa Edwarda Węgierskiego, wydanej w 2014.